# Patinage de vitesse aux Jeux olympiques de 2018 - Mass start hommes
Navigation
Pékin 2022
La mass start masculine de patinage de vitesse aux Jeux olympiques de 2018 a lieu le 24 février 2018 à l'Ovale de Gangneung. C'est la première fois que cette épreuve est disputée aux Jeux olympiques d'hiver.

## Format
La compétition se déroule en trois courses : deux demi-finales comprenant douze patineurs et une finale comprenant seize patineurs.
Chaque demi-finale dure 16 tours de piste. Les huit meilleurs patineurs de chaque demi-finale sont qualifiés, suivant un système de points. Le gagnant de la demi-finale reçoit 60 points, le second 40, le troisième 20. De plus, trois sprints intermédiaires, au terme des quatrième, huitième et douzième tour rapportent à chaque fois 5, 3 et 1 points aux trois premiers. 
En cas d'égalité de points, les patineurs sont départagées au temps final.

## Médaillés
| Or                   | Argent            | Bronze             |
| Lee Seung-hoon (KOR) | Bart Swings (BEL) | Koen Verweij (NED) |

## Demi-finales
| Rang | Patineur           | Nation           | Points | Temps         | Note |
| ---- | ------------------ | ---------------- | ------ | ------------- | ---- |
| 1    | Linus Heidegger    | Autriche         | 60     | 8 min 20 s 46 | Q    |
| 2    | Andrea Giovannini  | Italie           | 41     | 8 min 24 s 41 | Q    |
| 3    | Shane Williamson   | Japon            | 20     | 8 min 25 s 44 | Q    |
| 4    | Viktor Hald Thorup | Danemark         | 5      | 8 min 34 s 6  | Q    |
| 5    | Koen Verweij       | Pays-Bas         | 5      | 8 min 44 s 90 | Q    |
| 6    | Lee Seung-hoon     | Corée du Sud     | 5      | 8 min 45 s 37 | Q    |
| 7    | Olivier Jean       | Canada           | 4      | 8 min 42 s 31 | Q    |
| 8    | Alexis Contin      | France           | 3      | 8 min 28 s 70 | Q    |
| 9    | Haralds Silovs     | Lettonie         | 3      | 8 min 28 s 93 |      |
| 10   | Brian Hansen       | États-Unis       | 1      | 8 min 34 s 47 |      |
| 11   | Fyodor Mezentsev   | Kazakhstan       | 0      | 8 min 43 s 26 |      |
| 12   | Reyon Kay          | Nouvelle-Zélande | 0      | 9 min 17 s 99 |      |

| Rang | Patineur              | Nation           | Points | Temps         | Note |
| ---- | --------------------- | ---------------- | ------ | ------------- | ---- |
| 1    | Peter Michael         | Nouvelle-Zélande | 60     | 7 min 55 s 10 | Q    |
| 2    | Stefan Due Schmidt    | Danemark         | 40     | 7 min 55 s 22 | Q    |
| 3    | Vitali Mihailau       | Biélorussie      | 20     | 7 min 55 s 25 | Q    |
| 4    | Sven Kramer           | Pays-Bas         | 6      | 8 min 24 s 51 | Q    |
| 5    | Bart Swings           | Belgique         | 5      | 8 min 13 s 57 | Q    |
| 6    | Chung Jae-won         | Corée du Sud     | 5      | 8 min 17 s 2  | Q    |
| 7    | Livio Wenger          | Suisse           | 5      | 8 min 17 s 17 | Q    |
| 8    | Joey Mantia           | États-Unis       | 3      | 8 min 0 s 54  | Q    |
| 9    | Sverre Lunde Pedersen | Norvège          | 2      | 7 min 58 s 65 |      |
| 10   | Konrad Niedźwiedzki   | Pologne          | 1      | 8 min 24 s 73 |      |
| 11   | Ryosuke Tsuchiya      | Japon            | 0      | 7 min 55 s 77 |      |
| 12   | Wang Hongli           | Chine            | 0      | 8 min 0 s 97  |      |

## Finale
| Rang | Patineur           | Nation           | Points | Temps         |
| ---- | ------------------ | ---------------- | ------ | ------------- |
| 1    | Lee Seung-hoon     | Corée du Sud     | 60     | 7 min 43 s 97 |
| 2    | Bart Swings        | Belgique         | 40     | 7 min 44 s 8  |
| 3    | Koen Verweij       | Pays-Bas         | 20     | 7 min 44 s 24 |
| 4    | Livio Wenger       | Suisse           | 11     | 8 min 13 s 8  |
| 5    | Viktor Hald Thorup | Danemark         | 8      | 7 min 57 s 10 |
| 6    | Linus Heidegger    | Autriche         | 6      | 7 min 52 s 38 |
| 7    | Vitali Mihailau    | Biélorussie      | 1      | 7 min 53 s 38 |
| 8    | Chung Jae-won      | Corée du Sud     | 1      | 8 min 32 s 71 |
| 9    | Joey Mantia        | États-Unis       | 0      | 7 min 45 s 21 |
| 10   | Alexis Contin      | France           | 0      | 7 min 45 s 64 |
| 11   | Shane Williamson   | Japon            | 0      | 7 min 46 s 79 |
| 12   | Andrea Giovannini  | Italie           | 0      | 7 min 46 s 83 |
| 13   | Stefan Due Schmidt | Danemark         | 0      | 7 min 47 s 53 |
| 14   | Olivier Jean       | Canada           | 0      | 7 min 49 s 30 |
| 15   | Peter Michael      | Nouvelle-Zélande | 0      | 7 min 49 s 33 |
| 16   | Sven Kramer        | Pays-Bas         | 0      | 8 min 13 s 95 |